# Malaysias Grand Prix 1999

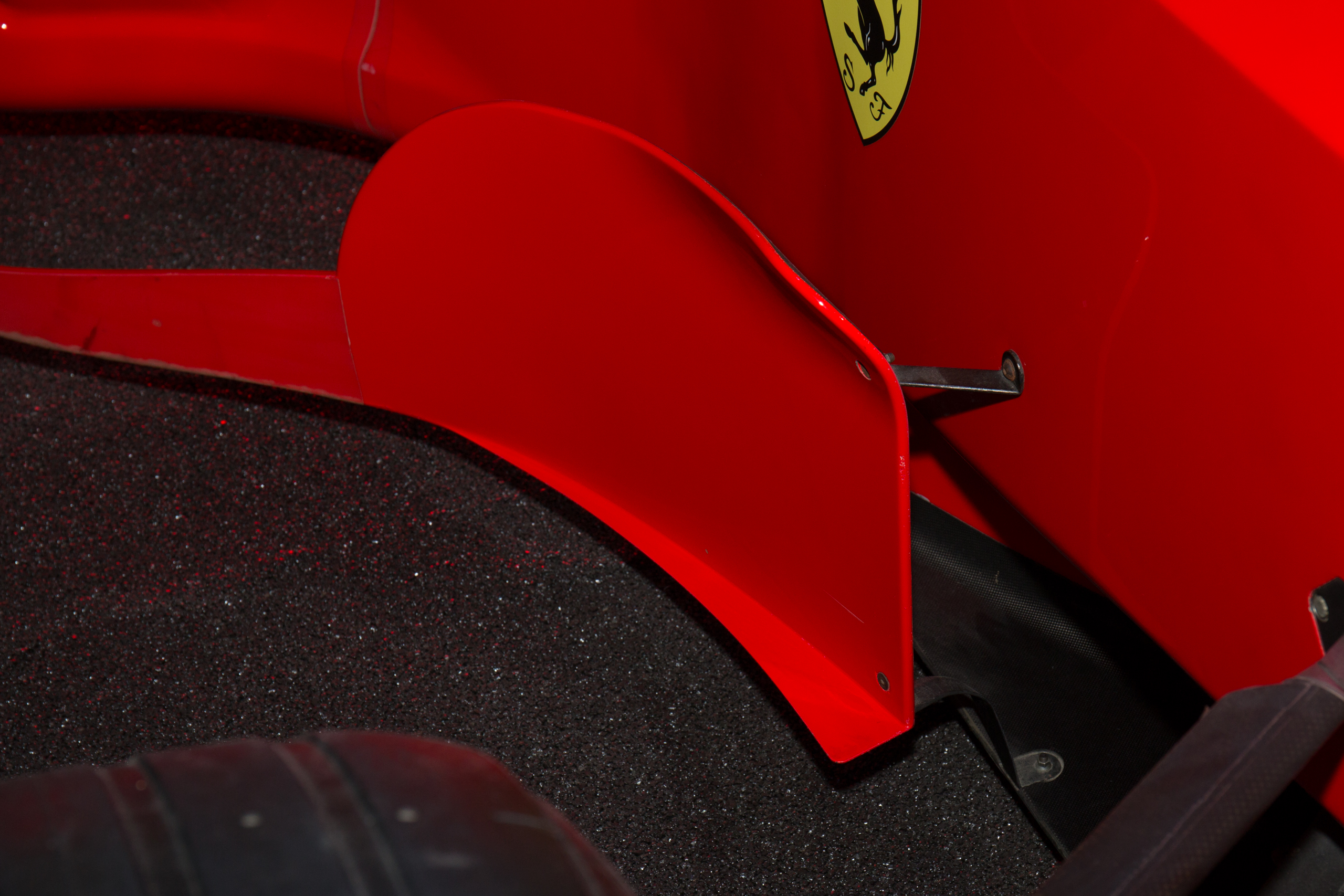
Ferraris bargeboard, den aerodynamiska detalj som stallet först diskvalificerades för.

Malaysias Grand Prix 1999, officiellt I Petronas Malaysian Grand Prix, var en Formel 1-tävling som hölls den 17 oktober 1999 på Sepang International Circuit i Kuala Lumpur, Malaysia. Loppet var det femtonde av 16 lopp ingående i formel 1-VM 1999. Detta var det första F1-lopp någonsin som kördes i Malaysia. Det 56 varv långa loppet vanns av Eddie Irvine i en Ferrari. Michael Schumacher, som var tillbaka efter benfrakturen han ådrog sig på Silverstone 11 juli, kom tvåa efter att ha startat i Pole position. Tredjeplatsen gick till McLarens Mika Häkkinen.
Efter loppet diskvalificerades de båda Ferrariförarna. Detta på grund av en regelöverträdelse rörande bilens bargeboard. Detta innebar i ett första skede att Häkkinen var världsmästare. Ferrari överklagade dock FIA:s beslut i domstol och vann och fick därmed tillbaka sina poäng.
I förarmästerskapet gick nu Irvine upp i ledningen med fyra poängs försprång ner till tvåan Häkkinen. Med endast Japans Grand Prix kvar i tävlingskalendern var det endast dessa två förare som hade en teoretisk chans att vinna VM. I konstruktörsmästerskapet tog Ferrari över ledningen från McLaren med fyra poängs marginal.

## Resultat

### Kval
| 1      | 3  | Michael Schumacher    | Ferrari            | 1:39.688 |        |
| 2      | 4  | Eddie Irvine          | Ferrari            | 1:40.635 | +0.947 |
| 3      | 2  | David Coulthard       | McLaren-Mercedes   | 1:40.806 | +1.118 |
| 4      | 1  | Mika Häkkinen         | McLaren-Mercedes   | 1:40.866 | +1.178 |
| 5      | 17 | Johnny Herbert        | Stewart-Ford       | 1:40.937 | +1.249 |
| 6      | 16 | Rubens Barrichello    | Stewart-Ford       | 1:41.351 | +1.663 |
| 7      | 10 | Alexander Wurz        | Benetton           | 1:41.444 | +1.756 |
| 8      | 6  | Ralf Schumacher       | Williams-Supertec  | 1:41.558 | +1.870 |
| 9      | 7  | Damon Hill            | Jordan-Mugen-Honda | 1:42.050 | +2.362 |
| 10     | 22 | Jacques Villeneuve    | BAR-Supertec       | 1:42.087 | +2.399 |
| 11     | 9  | Giancarlo Fisichella  | Benetton           | 1:42.110 | +2.422 |
| 12     | 18 | Olivier Panis         | Prost-Peugeot      | 1:42.208 | +2.520 |
| 13     | 23 | Ricardo Zonta         | BAR-Supertec       | 1:42.310 | +2.622 |
| 14     | 8  | Heinz-Harald Frentzen | Jordan-Mugen-Honda | 1:42.380 | +2.692 |
| 15     | 11 | Jean Alesi            | Sauber-Petronas    | 1:42.522 | +2.834 |
| 16     | 5  | Alessandro Zanardi    | Williams-Supertec  | 1:42.885 | +3.197 |
| 17     | 12 | Pedro Diniz           | Sauber-Petronas    | 1:42.933 | +3.245 |
| 18     | 19 | Jarno Trulli          | Prost-Peugeot      | 1:42.948 | +3.260 |
| 19     | 21 | Marc Gené             | Minardi-Ford       | 1:43.563 | +3.875 |
| 20     | 14 | Pedro de la Rosa      | Arrows             | 1:43.579 | +3.891 |
| 21     | 20 | Luca Badoer           | Minardi-Ford       | 1:44.321 | +4.633 |
| 22     | 15 | Toranosuke Takagi     | Arrows             | 1:44.637 | +4.949 |
| Källa: |    |                       |                    |          |        |

### Lopp
| Pos.   | Nr. | Förare                | Konstruktör        | Varv | Tid/Bröt          | Grid | Poäng |
| ------ | --- | --------------------- | ------------------ | ---- | ----------------- | ---- | ----- |
| 1      | 4   | Eddie Irvine          | Ferrari            | 56   | 1:36:38.494       | 2    | 10    |
| 2      | 3   | Michael Schumacher    | Ferrari            | 56   | +1.040            | 1    | 6     |
| 3      | 1   | Mika Häkkinen         | McLaren-Mercedes   | 56   | +9.743            | 4    | 4     |
| 4      | 17  | Johnny Herbert        | Stewart-Ford       | 56   | +17.538           | 5    | 3     |
| 5      | 16  | Rubens Barrichello    | Stewart-Ford       | 56   | +32.296           | 6    | 2     |
| 6      | 8   | Heinz-Harald Frentzen | Jordan-Mugen-Honda | 56   | +34.884           | 14   | 1     |
| 7      | 11  | Jean Alesi            | Sauber-Petronas    | 56   | +54.408           | 15   |       |
| 8      | 10  | Alexander Wurz        | Benetton           | 56   | +1:00.934         | 7    |       |
| 9      | 21  | Marc Gené             | Minardi-Ford       | 55   | +1 Varv           | 19   |       |
| 10     | 5   | Alessandro Zanardi    | Williams-Supertec  | 55   | +1 Varv           | 16   |       |
| 11     | 9   | Giancarlo Fisichella  | Benetton           | 52   | +4 Varv           | 11   |       |
| Bröt   | 22  | Jacques Villeneuve    | BAR-Supertec       | 48   | Hydralik          | 10   |       |
| Bröt   | 12  | Pedro Diniz           | Sauber-Petronas    | 44   | Snurrade av       | 17   |       |
| Bröt   | 14  | Pedro de la Rosa      | Arrows             | 30   | Motor             | 20   |       |
| Bröt   | 20  | Luca Badoer           | Minardi-Ford       | 15   | Snurrade av       | 21   |       |
| Bröt   | 2   | David Coulthard       | McLaren-Mercedes   | 14   | Bränsletryck      | 3    |       |
| Bröt   | 6   | Ralf Schumacher       | Williams-Supertec  | 7    | Snurrade av       | 8    |       |
| Bröt   | 15  | Toranosuke Takagi     | Arrows             | 7    | Transmission      | 22   |       |
| Bröt   | 23  | Ricardo Zonta         | BAR-Supertec       | 6    | Motor/Snurrade av | 13   |       |
| Bröt   | 18  | Olivier Panis         | Prost-Peugeot      | 5    | Motor             | 12   |       |
| Bröt   | 7   | Damon Hill            | Jordan-Mugen-Honda | 0    | Kollision         | 9    |       |
| DNS    | 19  | Jarno Trulli          | Prost-Peugeot      | 0    | Motor             | 18   |       |
| Källa: |     |                       |                    |      |                   |      |       |

## VM-ställningen efter loppet
| Pos. | Förare                | Poäng |
| ---- | --------------------- | ----- |
| 1    | Eddie Irvine          | 70    |
| 2    | Mika Häkkinen         | 66    |
| 3    | Heinz-Harald Frentzen | 51    |
| 4    | David Coulthard       | 48    |
| 5    | Michael Schumacher    | 38    |

| Pos. | Konstruktör        | Poäng |
| ---- | ------------------ | ----- |
| 1    | Ferrari            | 118   |
| 2    | McLaren-Mercedes   | 114   |
| 3    | Jordan-Mugen-Honda | 58    |
| 4    | Stewart-Ford       | 36    |
| 5    | Williams-Supertec  | 33    |

- Notering: Endast de fem bästa placeringarna i vardera mästerskap finns med på listorna.